# Hosai Fujisawa
Hosai Fujisawa  (藤沢 朋斎?, Fujisawa Hōsai), nome d'arte di Kuranosuke Fujisawa  (藤沢 庫之助?), (Yokohama, 5 marzo 1919 – 2 agosto 1993) è stato un goista giapponese.

## Biografia
Nato a Yokohama imparò il Go fin da piccolo e all'età di 11 anni divenne un insei della Nihon Ki-in. Divenne uno degli allievi di Hon'inbō Shūsai.
Nel 1939-40 disputò un jubango (sfida di dieci partite) contro Go Seigen, vinse la sfida 6-4 ma beneficiò di un handicap.
Fu il primo giocatore ad ottenere il 9 Dan, massimo grado disponibile, tramite l'Oteai e non per meriti speciali, vinse il torneo sette volte.
Nel 1950-51 e nel 1952-53 disputò due ulteriori jubango contro Go Seigen. All'epoca i due giocatori erano gli unici al mondo classificati come 9 Dan, Go Seigen vinse entrambe le sfide. 

## Palmares
| Nazionali           | Nazionali | Nazionali                        |
| Torneo              | Vittorie  | Finalista                        |
| ------------------- | --------- | -------------------------------- |
| Honinbo             |           | 1 (1957)                         |
| Ōza                 | 1 (1958)  | 1 (1963)                         |
| Jūdan               | 1 (1964)  | 2 (1965, 1967)                   |
| NHK Cup             |           | 5 (1955, 1957, 1960, 1967, 1969) |
| Hayago Championship | 1 (1971)  | 3 (1968, 1970, 1972)             |
| Totale              | 3         | 12                               |